# 雷泰扎特國家公園

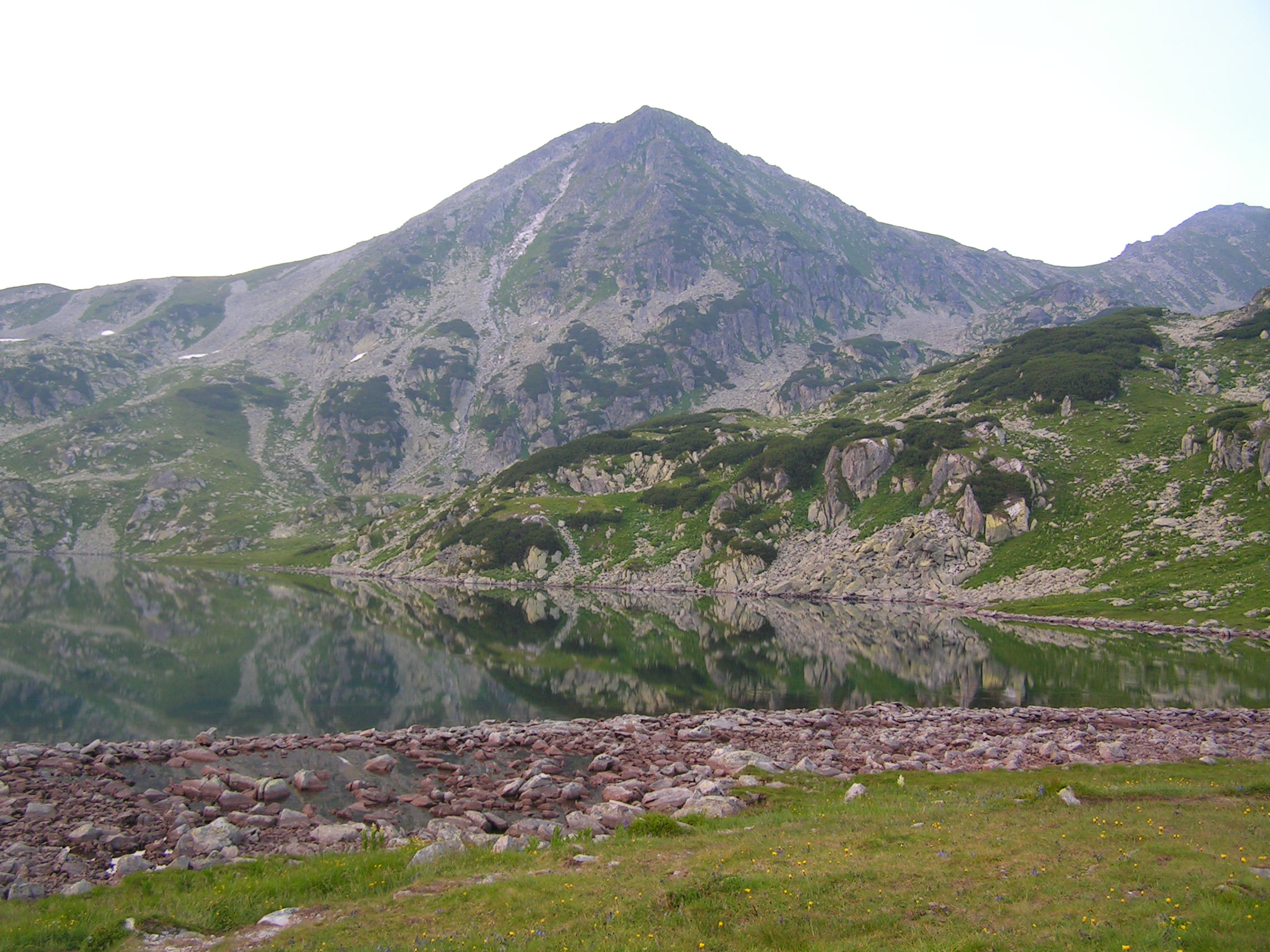

45°20′N 22°50′E / 45.34°N 22.83°E
雷泰扎特國家公園（羅馬尼亞語：Parcul Naţional Retezat）是羅馬尼亞的國家公園，位於該國西南部胡內多阿拉縣，處於雷泰扎特山脈地區，成立於1935年，面積380平方公里。